# Bell 412

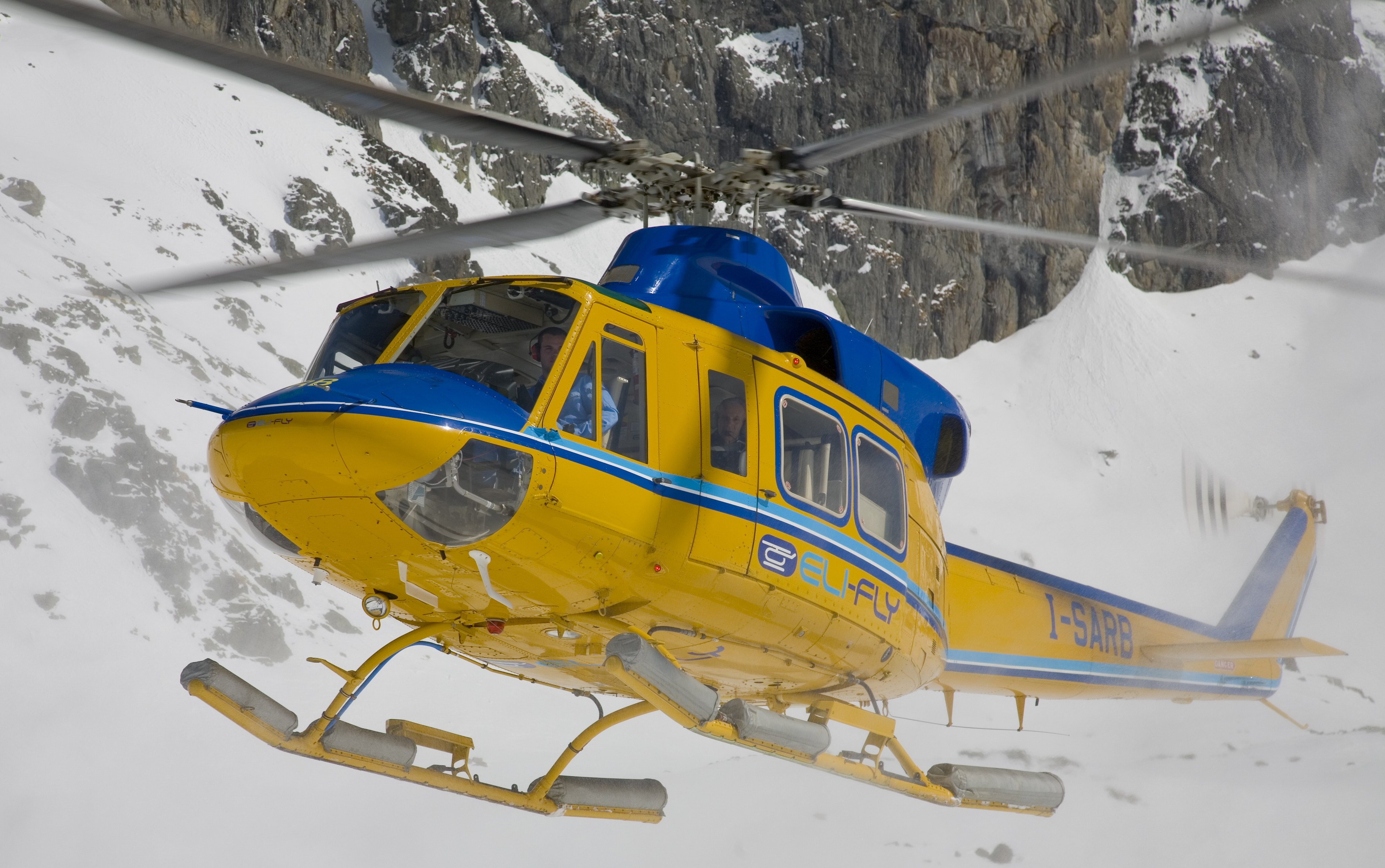

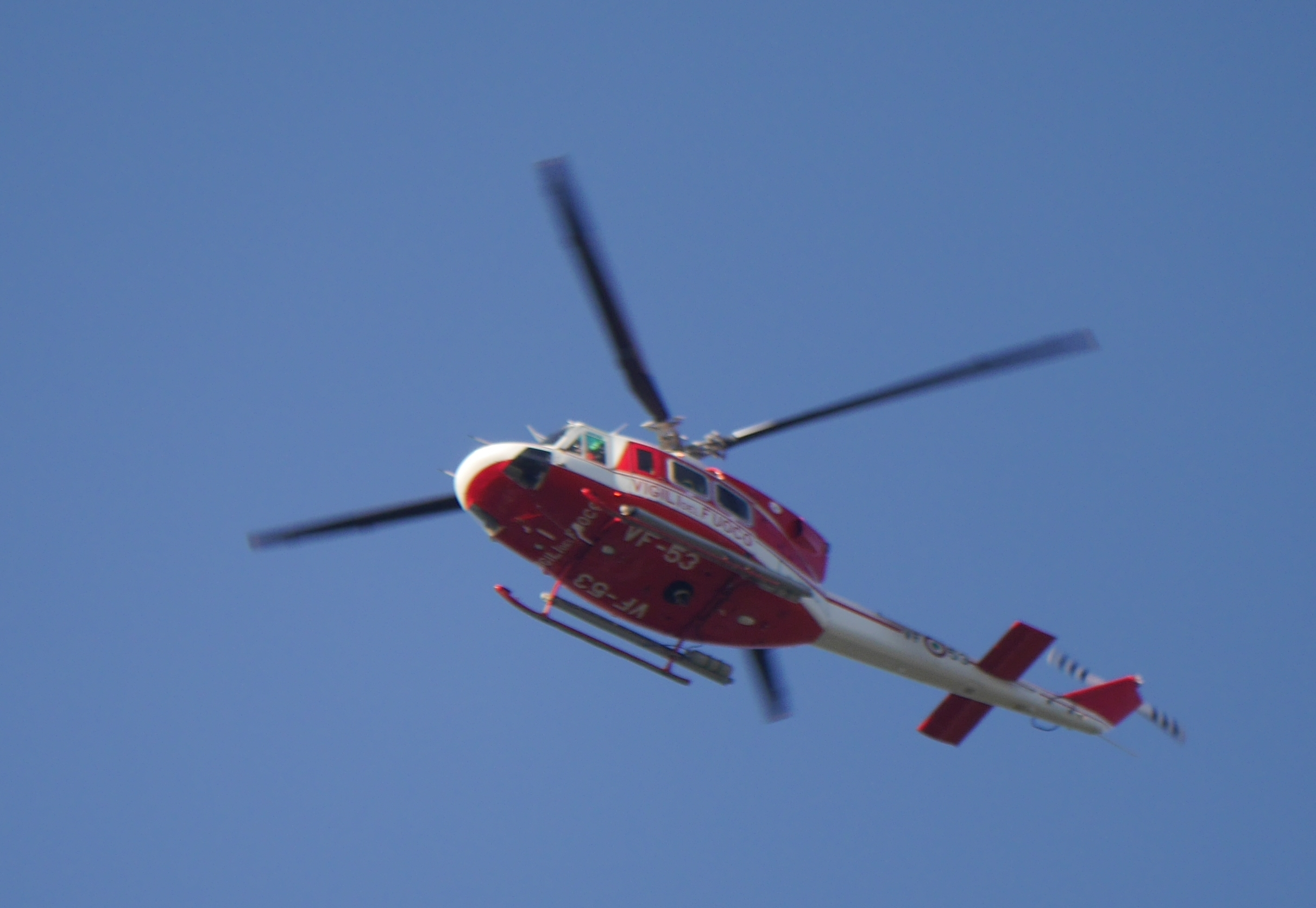
Un Bell 412 del Corpo nazionale dei vigili del fuoco

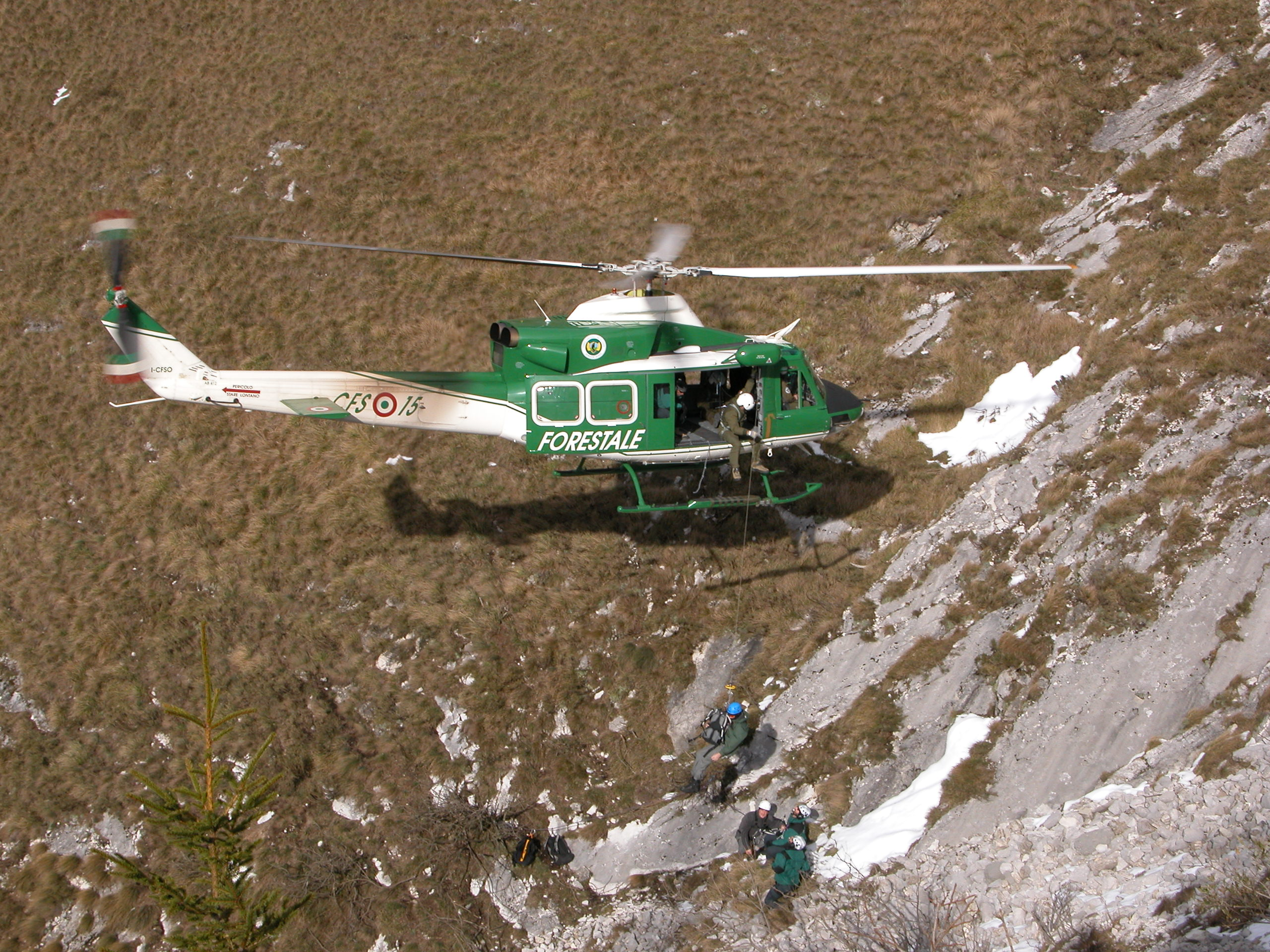
Un Agusta-Bell AB 412 del Corpo Forestale dello Stato durante una esercitazione di salvataggio

Il Bell 412 è un elicottero da trasporto medio bimotore, con rotore quadripala, da cui il 4 della sigla, per distinguerlo dal 212 con rotore bipala.
È stato sviluppato in versioni civili (servizi di trasporto, eliambulanza, antincendio) e militari (trasporto tattico, pattugliamento, sorveglianza, soccorso ed operazioni navali) ed è entrato in servizio a partire dal 1981.
È stato prodotto dall'Agusta (l'attuale Divisione Elicotteri di Leonardo, precedentemente rinominata AgustaWestland) su licenza della Bell con il nome AB 412.

## Tecnica
Il Bell 412 è un elicottero dall'aspetto tradizionale, con la cellula realizzata con longheroni longitudinali e ordinate trasversali in lega di alluminio. La cabina presenta due posti di pilotaggio affiancati dotati di doppio comando raggiungibili da due porte anteriori incernierate, mentre la parte posteriore è accessibile tramite due portelloni scorrevoli (che possono essere aperti in volo con velocità non superiore a 40 nodi). Posteriormente la struttura si allunga in una robusta trave di coda con struttura a semiguscio dotata di un rotore di coda bipala.
Il Bell 412 è derivato dal Bell 212 (1971).
Il carrello d'atterraggio è del tipo a pattino a sezione tubolare: esistono 3 tipi di pattini in gergo chiamati pattino alto (adatto a terreni erbosi o sconnessi) pattino basso (prevalentemente militare o ad uso privato) e un pattino particolare per il montaggio dei galleggianti.
L'apparato propulsivo è affidato ad una coppia di turboalberi Pratt & Whitney Canada PT6T (in diverse varianti) con una potenza massima al decollo di 1800 shp. Il moto viene trasmesso (tramite una Combining GearBox) al rotore principale quadripala, di tipo articolato (rigido nel flappeggio e semirigido nel brandeggio) e parzialmente realizzato in materiale composito. Si può notare dalla foto della testa del rotore che le pale sono poste su due piani differenti in modo tale che il flusso della pala antecedente influenzi solo parzialmente quello della pala retrocedente, dando al rotore quadripala dell' Bell/AB 412 un'efficienza rotorica superiore ad un tradizionale rotore quadripala.
Sono presenti due impianti idraulici distinti per quanto riguarda tutti i comandi di volo (ciclico, collettivo e pedaliera), tuttavia solo sul primo impianto è presente la servoassistenza della pedaliera. È impossibile escludere tutte e due i servocomandi. È impossibile pilotare l'aeromobile se tutti e due i servocomandi vanno in avaria (in quanto si piegherebbero le aste di comando del comando ciclico/collettivo).
L'impianto elettrico è a due tensioni. La prima a 28 volt (corrente continua su due distinti BUS 1 e 2) che alimenta l'impianto principale e la seconda a 110 volt (corrente alternata): questo è reso possibile da due inverters e due trasformatori separati che generano le tensioni necessarie.
L'AB 412 o Bell 412 è un elicottero stabilizzato, ci sono cioè 2 HeliPilot (HP1 e HP2) che ne stabilizzano l'assetto come ATT (Attitude Mode) o SAS (Stability Augmentation System).
I due Helipilot (Honeywell) sono posti sul lato posteriore DX della fusoliera e sono accoppiati a due piattaforme giroscopiche che sono collocate nel lato SX della fusoliera, questi giroscopi sono protetti da una copertura rigida sulla quale la scritta Handle like eggs fa' capire la loro delicatezza. L'Helipilot 1 distinguibile dal part number che finisce per /3 sebbene abbia lo stesso connettore (ed è intercambiabile con l'HP1) ha al suo interno la possibilità di gestire un RateGyro (Optional, posto in alto sul lato DX) che stabilizza ulteriormente l'elicottero sul YAW (pedaliera) sotto il 60 kts, dopo di che non è più necessario il suo intervento nella stabilizzazione (in quanto l'elicottero a questa velocità risente già della deriva posteriore seppur di dimensioni limitate).
È noto ai maggiori progettisti di elicotteri che una piccola deriva posteriore è segno di buona progettazione del velivolo, poiché esso non ha bisogno di una grande deriva per essere stabile. Inoltre con una piccola deriva a basse velocità il velivolo non risente di un eventuale vento laterale.
Da notare che il rotore di coda non è sullo stesso piano della trave di coda ma è posto in posizione più rialzata (ciò è reso possibile da un giunto cardanico a 42 gradi, posto sulla trave di coda medesima). Tutto ciò ha il vantaggio di rendere minima la coppia torcente tra i piani di rotazione del rotore principale e quello del rotore di coda: questa soluzione più complessa e costosa per via dell'aggiunta della scatola a 42 gradi rende l'elicottero più stabile. Inoltre con questa soluzione il rotore di coda si trova in posizione più rialzata rispetto al terreno rendendo più sicuri gli atterraggi in zone sconnesse, altresì rende anche più sicuro un eventuale avvicinamento di persone alla parte posteriore del velivolo.
I pianetti di coda possono cambiare il loro angolo di inclinazione ma solamente in modo passivo: all'interno della coda è presente una molla che contrasta il loro movimento in relazione alla forza del flusso di aria che li investe durante il volo.
Gli HeliPilot possono anche essere accoppiati ad un Flight Director (Autopilota) che sebbene non faccia parte della dotazione di serie è in pratica installato nel 95% dei Bell 412 in circolazione.
Il Flight Director può essere tricanale o quadricanale, nel quadricanale l'autopilota ha la possibilità di agire anche sul comando collettivo (passo collettivo) consentendo il mantenimento automatico di tutti i parametri di volo richiesti, compreso un eventuale avvicinamento in aeroporto con l'ILS (Instrumental Landing System) inserito nell'autopilota, mentre il tricanale per mantenere il Glide dell'ILS (o altro parametro) potrà intervenire esclusivamente sul ciclico (la cosiddetta Cloche) rallentando o accelerando (a volte pericolosamente) l'aeromobile, per far sì che questo perda o guadagni quota (poiché la potenza sul tricanale deve essere gestita manualmente dal pilota).

## Allestimenti
Il Bell 412 può essere allestito in modi differenti a seconda delle necessità:
Per emergenze sanitarie da evacuazione (MEDEVAC), può portare 6 barelle in senso longitudinale, con spazio per un medico a bordo.
In alternativa può servire come eliambulanza per trasporto sanitario assistito, con solo 3 barelle e l'operatore al seguito.
Per gli impieghi HEMS o HSAR viene utilizzato con una sola barella ed equipaggio di soccorso completo composto da: due piloti, un tecnico di bordo/verricellista; due aerosoccorritori; un medico di area critica o rianimatore ed un infermiere professionale di area critica.
Per operazioni antincendio boschivo (AIB) è dotato di una benna tipo Bambi Bucket della capacità massima di 900litri d'acqua che viene applicata al gancio baricentrico o di contenitori "conformal" dotati di pompa di aspirazione e serbatoio di iniezione del ritardante/estinguente del tipo Isolair da 1000 litri nominali.
Per operazioni marittime può montare due galleggianti d'emergenza (azionabili solo per l'ammaraggio e con i quali è vietato volare) installati sul pattino (tre sezioni per pattino) o sulle balestre del carrello d'atterraggio (tubolare unico compartimentato) dotati di tubazione bypass che garantisce il gonfiaggio "sufficiente" dei due galleggianti anche con l'azionamento di una sola delle due bombole di azoto disposte all'uopo.
Per operazioni di soccorso su terra e/o mare può essere attrezzato con un verricello di soccorso da 270 kg di carico massimo.
Esistono principalmente due tipi di verricello di soccorso: idraulico o elettrico. Il primo, a comando idraulico, è posto esteriormente alla fusoliera (sul lato DX), è azionato tramite una pompa che deriva il moto dalla scatola della trasmissione principale del Bell (o Agusta Bell) 412, l'operatore agisce su una maniglia che comanda direttamente una valvola del circuito idraulico ad altissima pressione. Il carico massimo sollevabile è pari a 270 kg, mentre ha una lunghezza di cavo massima di 68 metri.
Il secondo, a comando elettrico può essere di due sottotipi: modello Lucas (interno) o modello Breeze-Eastern (esterno).
I suddetti tipi sono applicabili sugli Agusta Bell 412, mentre sui Bell 412 è applicabile anche il tipo Goodrich, a comando elettrico e posizionato in postazione posteriore DX.
Il primo, modello Lucas, è collocato internamente in posizione ruotata in senso longitudinale, il suo brandeggio è anch'esso elettrico ed ha la possibilità di essere posizionato in quattro diverse postazioni ricavate sul pianale dell'elicottero, anteriore e posteriore destra o sinistra. Nel modello Lucas la velocità di discesa o risalita può essere regolata a differenti valori massimi (con uno switch posto sul verricello), mentre l'operatore può calibrare la velocità istantanea con una rotella zigrinata posta sulla manopola di comando. Il cavo è lungo normalmente 80 metri.
Dalla versione EP di questo elicottero esiste anche una installazione verricello elettrico esterno della ditta BREEZE-EASTERN, è esteriormente indistinguibile dal tipo idraulico, non più installato per motivi di sicurezza a bordo. Ha la possibilità di effettuare la variazione della velocità di calata o risalita del cavo. La portata massima è di 270 kg, limitata per particolari centraggi laterali e pesi totali, la lunghezza del cavo è pari a 74 m
Nelle ultime varianti, questo tipo di verricello elettrico permette anche, contrariamente a tutti gli altri tipi, la traslazione col carico (umano) agganciato.

## Versioni militari

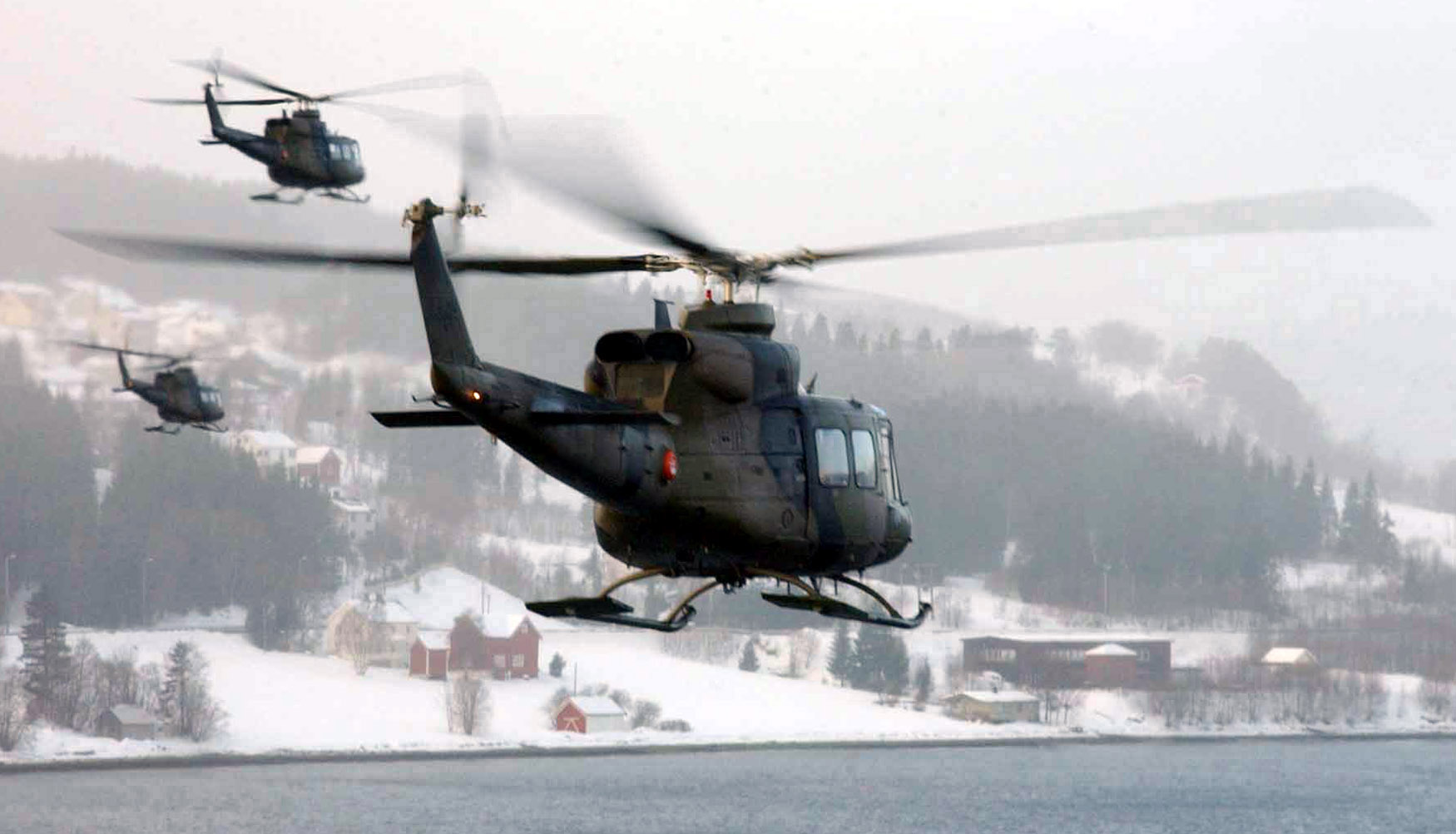
Formazione di Bell 412SP militari norvegesi nel corso della esercitazione NATO Strong Resolve 2002

Questa versione militare è utilizzata in diverse forze militari nazionali: Botswana, Canada, Emirati Arabi Uniti, Filippine, Finlandia, Honduras, Indonesia, Italia, Norvegia, Polonia, Regno Unito, Slovenia, Sri Lanka, Venezuela, Zimbabwe.
La versione Grifone viene utilizzata dall'Esercito italiano per il trasporto di soldati (fino a 14) o di barelle con feriti (fino a 6).
Le prese d'aria dispongono di speciali filtri antisabbia. Lame tranciacavi anteriori proteggono il rotore ed i pattini dall'impatto contro cavi durante i voli a bassa quota.
È dotato di un "allarme missili" che capta i missili in arrivo disturbandone i sensori.
Ogni fiancata dispone di una mitragliatrice da 7,62mm con una riserva di 300 proiettili e di un lanciatore di flares per ingannare i missili con guida all'infrarosso.

Sul pavimento della cabina sono installate piastre corazzate antiproiettile.

## Utilizzatori

### Civili
Australia
- Life Flight Australia

3 Bell 412 equipaggiati per il trasporto sanitario d'urgenza nello stato australiano del Queensland

### Governativi
Canada
- Canadian Coast Guard

15 Bell 412EPI consegnati a partire da giugno 2017.
 Cipro
- Cyprus Police Aviation Wing

1 Bell 412SP e un Bell 412EP consegnati ed in servizio al giugno 2018.
 Croazia
- Ministero dell'Interno

2 elicotteri Subaru Bell 412EPX prodotti su licenza dalla giapponese Subaru ordinati a settembre 2022, con consegne previste per l'ottobre del 2023.
 Emirati Arabi Uniti
- Abu Dhabi Police Air Wing

6 tra Bell 412EP e AB 412EP in servizio al novembre 2021.
 Finlandia
- Rajavartiolaitos

4 AB-412 e 1 Bell 412SP consegnati tra il 1985 e il 1999. 2 AB-412SP e il Bell 412SP sono stati ammodernati a 412EP a partire dal 2010.
 Italia
- Corpo nazionale dei vigili del fuoco

35 tra AB-412EP e AB-412SP ricevuti tra il 1984 e il 2004.
 Macedonia del Nord
- Polizia macedone

1 Bell 412EP in servizio nel 2021.
 Polonia
- Lotnictwo Policja

1 Bell 412 in servizio al febbraio 2023.
 Slovenia
- Policija

1 AB-412 consegnato nel 1987 e ritirato dal servizio nel 2020.
 Stati Uniti
- NSSA

2 Bell 412HP in servizio al febbraio 2022.
- Los Angeles County Fire Department

3 Bell 412EP e 2 412HP in servizio nel 2024.
- Los Angeles Fire Department

3 Bell 412SP consegnati a partire dal 1986  e ritirati entro il 2017.
 Turchia
- Sahil Güvenlik

15 AB-412EP ordinati nel 1997.

### Militari
Algeria
- Al-Quwwat al-Jawwiyya al-Jaza'iriyya

3 AB-412SP utilizzati nelle missioni CSAR consegnati ed in servizio al settembre 2018.
 Argentina
- Fuerza Aérea Argentina

4 ordinati e consegnati a dicembre 2017, che vanno ad integrare i due 412EP consegnati nel 2013.
 Azerbaigian
- Azərbaycan hərbi hava qüvvələri

2 Bell 412 consegnati a marzo 2018 e tutti in servizio al giugno 2020.
 Botswana
- Botswana Defence Force Air Wing

2 412EP e 5 412SP consegnati e tutti ancora operativi al marzo 2017.
 Camerun
- Armée de l'Air du Cameroun

3 Bell 412EP consegnati nel febbraio 2010, con uno dei due perso il 22 novembre dello stesso anno e rimpiazzato nel 2015. Due ulteriori Bell 412EP sono stati consegnati, uno a maggio 2019 ed uno a marzo 2020.
 Canada
- Royal Canadian Air Force

100 Bell 412EP (ridesignati CH-146 Griffon) ordinati nel 1992, consegnati tra il 1994 e il 1998. Gli 82 esemplari in servizio al giugno 2022 (primo esemplare aggiornato riconsegnato a giugno 2024), vengono sottoposti ad un programma di estensione della vita operativa che gli consentirà di rimanere in servizio fino al 2039.
 Cile
- Fuerza Aérea de Chile

5 412SP in servizio all'aprile 2018.
12 Bell 412EP acquistati nuovi a Novembre 2007,consegnati a partire dal 2009 e tutti in servizio al settembre 2019.
 Colombia
- Fuerza Aérea Colombiana

2 Bell 412HP ed 1 Bell 412EP in servizio al luglio 2018.
- Armada de la República de Colombia

4 Bell 412EP ricevuti a partire dal 1998. Ulteriori 4 Bell 412EP ricevuti dal 2012, più un ulteriore Bell 412EPI ricevuto al gennaio 2022.
 Corea del Sud
- Daehan Minguk Gonggun

3 Bell 412 consegnati e tutti in servizio al dicembre 2018.
 Rep. Dominicana
- Fuerza Aérea Dominicana

2 Bell 412 ordinati.
 El Salvador
- Fuerza Aérea Salvadoreña

4 Bell 412EP consegnati e tutti in servizio al settembre 2019.
 Emirati Arabi Uniti
- Al-Quwwāt al-Jawiyya al-Imārātiyya

5 AB-412HP in servizio a partire dal 1989, 4 in servizio a tutto il 2018.
 Eritrea
- Eritrean Air Force

4 AB-412EP consegnati, 1 in servizio al novembre 2019.
 Filippine
- Hukbong Himpapawid ng Pilipinas

6 Bell 412HP consegnati dal 1995 (uno andato perso nel 2015), 8 Bell 412EP nel 2015, 7 tra i primi ed i secondi in servizio al febbraio 2020.
 Giamaica
- Jamaica Defence Force Air Wing

2 Bell 412EP in servizio all'agosto 2018.
 Giappone
- Rikujō Jieitai

150 Bell 412EPI ordinati.
 Giappone
- Guardia costiera giapponese

8 Bell 412HP ricevuti a partire dal 1º ottobre 1993. 1 Bell 412EPX ordinato a giugno 2022.
 Guatemala
- Fuerza Aérea Guatemalteca

6 Bell 412EP consegnati a partire dal gennaio 1982, tre dei quali persi in incidenti nel 1982 e nel 1991, mentre  i tre superstiti sono stati utilizzati fino al 2001, anno in cui sono stati venduti. Due Bell 412 sono stati acquistati alla fine degli anni novanta per essere utilizzati come trasporti presidenziali. 2 nuovi Bell 412EPX consegnati il 13 dicembre 2022.
 Guyana
- Guyana Defence Force

2 Bell 412EPI consegnati.
 Honduras
- Fuerza Aérea Hondureña

10 tra Bell 412SP e Bell 412EP, consegnati, 4 in servizio all'agosto 2021.
 Indonesia
- Tentara Nasional Indonesia-Angkatan Darat

27 tra Bell 412SP, 4 Bell 412HP, 5 Bell 412EP entrati in servizio dal 1986. 22 Bell 412EP entrati in servizio dal 2012 al 2014. Al gennaio 2019, sono 56 gli esemplari in servizio delle varie versioni. Ulteriori 7 Bell 412EPI sono stati ordinati a gennaio 2019.
- Tentara Nasional Indonesia Angkatan Laut

3 Bell 412EP in servizio al febbraio 2022.
 Iraq
- Al-Quwwat al-Jawwiyya al-'Iraqiyya

12 Bell 412EP ordinati.
 Italia
- Servizio aereo della Guardia di Finanza

22 AB-412HP consegnati a partire dal 1993. 4 AB-412 donati al Niger, i primi due dei quali sono stati consegnati il 18 ottobre 2022. Ultimi esemplari ritirati dal servizio il 13 marzo 2025.
- Carabinieri

34 tra AB-412HP, AB-412EP e AB-412SP ricevuti dal 1987. Ulteriori 5 AB-412 sono stati incorporati dopo lo scioglimento del Corpo Forestale dello Stato nel 2016.
- Corpo Forestale dello Stato

18 tra AB-412EP e AB-412SP dal 1989 al 2016. 5 AB 412 ceduti al Servizio aereo carabinieri dopo lo scioglimento del Corpo.
- Esercito Italiano

24 AB-412 consegnati a partire dal 1987.
- Corpo delle capitanerie di porto - Guardia costiera

10 esemplari, dei quali 4 nella versione AB-412SP e 6 AB-412HP, uno dei quali perduto in un incidente il 17 ottobre 2001 (il Koala 9-07). Nel 2015, gli esemplari versione SP sono stati ceduti ad AgustaWestland come previsto dal secondo contratto d'acquisto dei nuovi AW139. All'aprile 2016 restano in servizio solo i 5 AB-412HP KOALA superstiti.
 Lesotho
- Lesotho Defense Force Air Wing

3 Bell 412SP e 2 AB-412 Griffon di costruzione Agusta consegnati.
 Messico
- Fuerza Aérea Mexicana

10 Bell 412EP consegnati.
 Montenegro
- Vazdušne snage Crne Gore

3 Bell 412EP ordinati a gennaio 2018 e tutti consegnati al settembre dello stesso anno.
 Niger
- Armée de l'air du Niger

2 AB-412 ex Guardia di Finanza, donati dall'Italia e consegnati il 18 ottobre 2022. La consegna di ulteriori due esemplari è stata completata nel 2023.
 Nigeria
- Nigerian Air Force

2 Bell 412EP al febbraio 2017.
 Norvegia
- Kongelige Norske Luftforsvaret

18 Bell 412SP (aggiornati successivamente alla versione HP) ordinati nel 1986 ed entrati in servizio nel 1989. Nove dei diciotto esemplari in organico saranno aggiornati per permettergli di rimanere in servizio per ulteriori 15 anni.
 Paesi Bassi
- Koninklijke Luchtmacht

3 AB-412SP in servizio dal 1994 al 2014, ceduti alla Marina de Guerra del Perú nel 2015.
 Pakistan
- Fi'saia Pakistana

1 Bell 412 in servizio a tutto il dicembre 2018.
- Pakistan Army Aviation Corps

33 Bell 412EP in servizio a tutto il dicembre del 2018.
 Perù
- Marina de Guerra del Perú

3 AB-412SP ex Koninklijke Luchtmacht acquistati nel 2014 e consegnati nel 2015.
 Regno Unito
- Royal Air Force

3 Bell 412 consegnati.
 Somalia
- Aeronautica militare somala

2 AB-412 consegnati di seconda mano dall'Italia all'inizio del 2023, ed in servizio all'agosto dello stesso anno.
 Svezia
- Esercito svedese

Conosciuti come Hkp11 nell'esercito svedese che ne noleggiò 3 direttamente da Agusta per circa 1 anno in attesa della consegna dei 5 AB-412HP ordinati.
 Tanzania
- Jeshi la Anga la Wananchi wa Tanzania

4 AB-412EP consegnati nel 2006, 3 persi in incidenti.
 Thailandia
- Kongthap Akat Thai

13 tra Bell 412EP, Bell 412HP e Bell 412SP consegnati a partire dal 1982.
 Tunisia
- Al-Quwwat al-Jawwiyya al-Tunisiyya

3 AB-412 in servizio all'ottobre 2018. 12 Bell 412EPX di costruzione Subaru ordinati il 16 giugno 2025.
 Uganda
- Ugandan Air Force

3 Bell 412 consegnati nel 1985, di cui due persi in incidenti, e 6 AB-412 consegnati dal 1988; tutti gli esemplari sono stati ritirati nel 1998.
 Uruguay
- Armada Nacional

2 AB-412CP ex Guardia costiera italiana ordinati a gennaio 2018. Il primo esemplare è stato preso in consegna il 18 settembre 2020. Il secondo ed ultimo esemplare è arrivato in Uruguay il 14 gennaio 2021.
 Venezuela
- Armada Bolivariana

7 Bell 412EP per ricerca e soccorso (SAR) acquistati tra il 1999 ed il 2003, 6 in servizio al settembre 2018.
- Ejército Nacional de la República Bolivariana de Venezuela

11 tra Bell 412EP e Bell 412SP in servizio al settembre 2018.
 Zambia
- Zambia Air Force

3 AB 412SP di seconda mano consegnati nel 2021. 4 Bell 412EP di seconda mano donati dagli Stati Uniti a settembre 2023, con i primi due esemplari consegnati a marzo 2024. Un'ulteriore fornitura di Bell 412 è stata autorizzata dagli Stati Uniti il 13 gennaio 2025.
 Zimbabwe
- Air Force of Zimbabwe

2 AB-412SP consegnati nel 1983. Ulteriori 10 sono stati ordinati nel 1986 ed erano arrivati nell'aprile 1988, per un totale di 12 elicotteri. 8 in servizio a tutto il 2018.